# Cison di Valmarino
Cison di Valmarino é uma comuna italiana da região do Vêneto, província de Treviso, com cerca de 2.553 habitantes.
Estende-se por uma área de 28 km², tendo uma densidade populacional de 91 hab/km². Faz divisa com Follina, Mel (BL), Pieve di Soligo, Refrontolo, Revine Lago, Tarzo, Trichiana (BL).
Faz parte da rede das Aldeias mais bonitas de Itália.

## Demografia
| Variação demográfica do município entre 1861 e 2011                               |
|                                                                                   |
| Fonte: Istituto Nazionale di Statistica (ISTAT) - Elaboração gráfica da Wikipedia |